# Adaline Hohf Berry
Adaline Hohf Beery (nascida Hohf; Hanover, 20 de dezembro de 1859 – Kane, 24 de fevereiro de 1929) foi uma autora americana, editora de jornais e revistas,  e compositora de hinos. Nascida em uma comunidade holandesa da Pensilvânia, seu primeiro emprego depois de se formar no Mount Morris College, em Illinois, foi como compositora em uma gráfica. Ela atuou como editora da revista The Golden Dawn e do jornal infantil The Young Disciple; compilou um livro de canções, Gospel Chimes; e foi contratada pela Brethren Publishing House. Beery morreu em 1929.

## Primeiros anos e educação
Adaline Hohf nasceu em Hanover, na Pensilvânia, em 20 de dezembro de 1859. Ela era de ascendência mista. Seu pai, Michael Hohf (1821–1881), era de origem holandesa, e sua mãe, cujo nome de solteira era Elizabeth Bucher (1821–1914), era de ascendência suíça. Seus irmãos se chamavam Emanuel (1853–1864) e Martha (1864–1948). Nascida em uma comunidade holandesa da Pensilvânia, a língua alemã da Pensilvânia foi a primeira que aprendeu a falar. Ela se mudou com seus pais, com a idade de quatro anos, para Frederick, em Maryland, onde passou seus dias de infância em meio às paisagens e sons rurais ao longo do Linganore Creek. Em 1870, sua família mudou-se para Iowa, onde, na adolescência, ela tentou escrever versos pela primeira vez.
Ela concluiu o curso acadêmico de Mount Morris College em 1882.

## Carreira
Um talento para a composição deu origem ao seu desenvolvimento na adolescência. Esboços, na forma de poesia e prosa, chegaram aos jornais locais. Ela não deu nenhuma evidência particular de uma tendência a rimar até 1884, época em que residia em Illinois, quando a morte de um amigo provocou um tributo memorial, que recebeu elogios de amigos pessoais para encorajá-la a continuar trabalhando em versos. Poemas eram frequentemente escritos por ela depois.[carece de fontes?]
Cerca de seis meses após a formatura do Mount Morris College, ela entrou em uma gráfica como compositora, trabalhando lá por mais de quatro anos. Em maio de 1885, Beery assumiu a edição da The Golden Dawn, uma revista excelente, mas de curta duração, publicada em Huntingdon, Pensilvânia.
Em 20 de junho de 1888, ela se casou com William Beery (1852–1956), um instrutor de música vocal, e logo depois lhe prestou uma ajuda valiosa na compilação de um excelente livro de canções, Gospel Chimes, escrevendo hinos e algumas músicas para ele. Ela e seu marido estavam residindo em Huntingdon, onde ela foi editora dos jornal infantil conhecido como The Young Disciple. Posteriormente, o marido e a esposa trabalharam juntos na Brethren Publishing House em Elgin, em Illinois.

## Vida pessoal
Sua família possui dois filhos, sendo um menino, Leon Felix Beery, nascido em fevereiro de 1891; e uma menina, Judith Garber, nascida em 1897. Beery morreu em 24 de fevereiro de 1929, em Kane, Illinois. Ela foi enterrada no Cemitério Bluff City em Elgin.

## Obras publicadas

### Livros

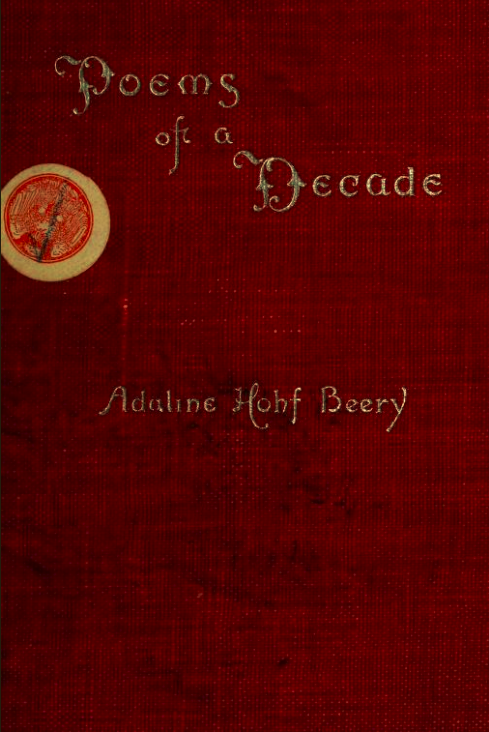
Poemas de uma década, 1897

- Poemas de uma década, 1897 (em inglês)
- A tribuna: uma coleção de recitações originais, diálogos, canções de movimento, etc. para escolas diurnas e entretenimento de Natal, 1900 (em inglês)
- Arco-íris de natal; uma peça para quatro meninas e quatro meninos de seis ou sete anos, 1908 (em inglês)
- Uma casa para Cristo, um exercício para onze meninos, 1908 (em inglês)

### Hinos
Ela escreveu a música para o hino, intitulado "The Holy Bible", além de letras sobre muitos outros hinos:
- Permaneça comigo, meu Salvador querido
- Bendize Jeová, ó minha alma, louve
- Doador abundante de bondade
- Venha, reúna, todas as tribos e todas as nações
- Venha ao Mestre da festa
- Você pretende em seu coração ser bom e verdadeiro
- Desenhe-me, Jesus, perto de ti
- Pai, no teu reino de ouro
- Pai, pensaríamos em ti
- Deus do poder, verdade e direito
- Deus envia o sol e a chuva
- Salve, abençoada Trindade, baixo aqui nos curvamos
- Felizes são os pássaros e flores
- Hark, de todas as aldeias
- Você já ouviu a chamada do mestre? "Som", claro!
- Ouça a voz do Mestre proclamando a todos
- Aqui vamos nós, com canções de alegria
- Venho provar a graça de meu pai
- Eu aprendi um segredo precioso
- Há muito tempo eu estava vagando
- Eu te louvarei, Senhor por muito tempo
- Eu vou cantar do Salvador
- Em todos os meus pensamentos, em todos os meus caminhos
- Nos dias há muito tempo
- Nas boas promessas do Senhor, meu coração está feliz
- Eu li sobre mansões nos céus
- Jesus, precioso amigo e Salvador
- Jesus, amigo real e celestial
- Jesus se levanta e oferece conforto
- Deixe tudo para ele, ó alma perturbada
- Deixe seu rosto ser como o amanhecer
- Levante o banner de Immanuel
- Um brilho do outro céu
- Qual música quebra na manhã
- Ó anjo com missão de cura
- Ó traga suas melhores músicas para o nosso Salvador
- O justo foi a visão que inundou minha alma
- O hark, que sons estão flutuando
- Ó mansões de beleza no céu
- Não lamente por amigos que chegaram à costa brilhante
- Ó alma na sombra do pecado
- O Espírito santo, chama divina
- O doce era a canção
- Ó querido amor de um Salvador e Rei
- Ó livro sagrado
- Em frente das crianças felizes
- Em frente ao conflito, soldados do rei
- Abra seu coração, irmão
- Reunimos com rapidez e alegria agora
- Rally, trabalhadores cristãos, levante o padrão alto
- Reunir-se ao nosso padrão, aqueles que amam o certo
- Linhas de rostos alegres
- Veja, a manhã está brilhando no céu oriental
- Algum dia entre a multidão de manto branco
- De pé na grande estrada do rei
- Conte-me a história de Jesus repetidamente
- Conte o amor de nosso Salvador e Rei
- O sol estará pálido diante dele
- Há uma canção de alegria no meu coração hoje
- Há uma posição mais estranha
- Eles me dizem que chuvas de bênção
- Através do mundo, estamos viajando
- Até, meu irmão, o dever chama você
- No topo de uma colina sombria caída
- Neste santo dia de sábado
- Somos crianças felizes
- Somos pequenos viajantes ao redor do mundo
- Podemos cantar por Cristo, o Senhor
- Nós viemos a ti, ó Santo Cristo
- Viemos te adorar, ó santo
- Viemos com faixas acenando
- Viemos cantar os elogios
- We sing of Christ our Savior
- Vamos cantar uma música agradável para o nosso Dia das Crianças
- Somos um bando de crianças felizes, Em um mundo de pecadores
- Somos uma legião de temperança marchando
- Estamos vindo trabalhar para o Mestre
- Estamos marchando e acenando com faixas brilhantes
- Quando Jesus passou pela figueira
- Quando Jesus foi perguntado por seus servos algum dia
- Quando meu Salvador fala comigo
- Quando cansada andando pela estrada da vida
- Por que você fica, ó pecador
- Por que você vai lutar, querido irmão